# Matouš Konečný
Matouš Konečný (1569, Strážnice – 8. února 1622, Brandýs nad Orlicí) byl kněz a biskup Jednoty bratrské, správce mladoboleslavské bratrské diecéze a literát.

## Život

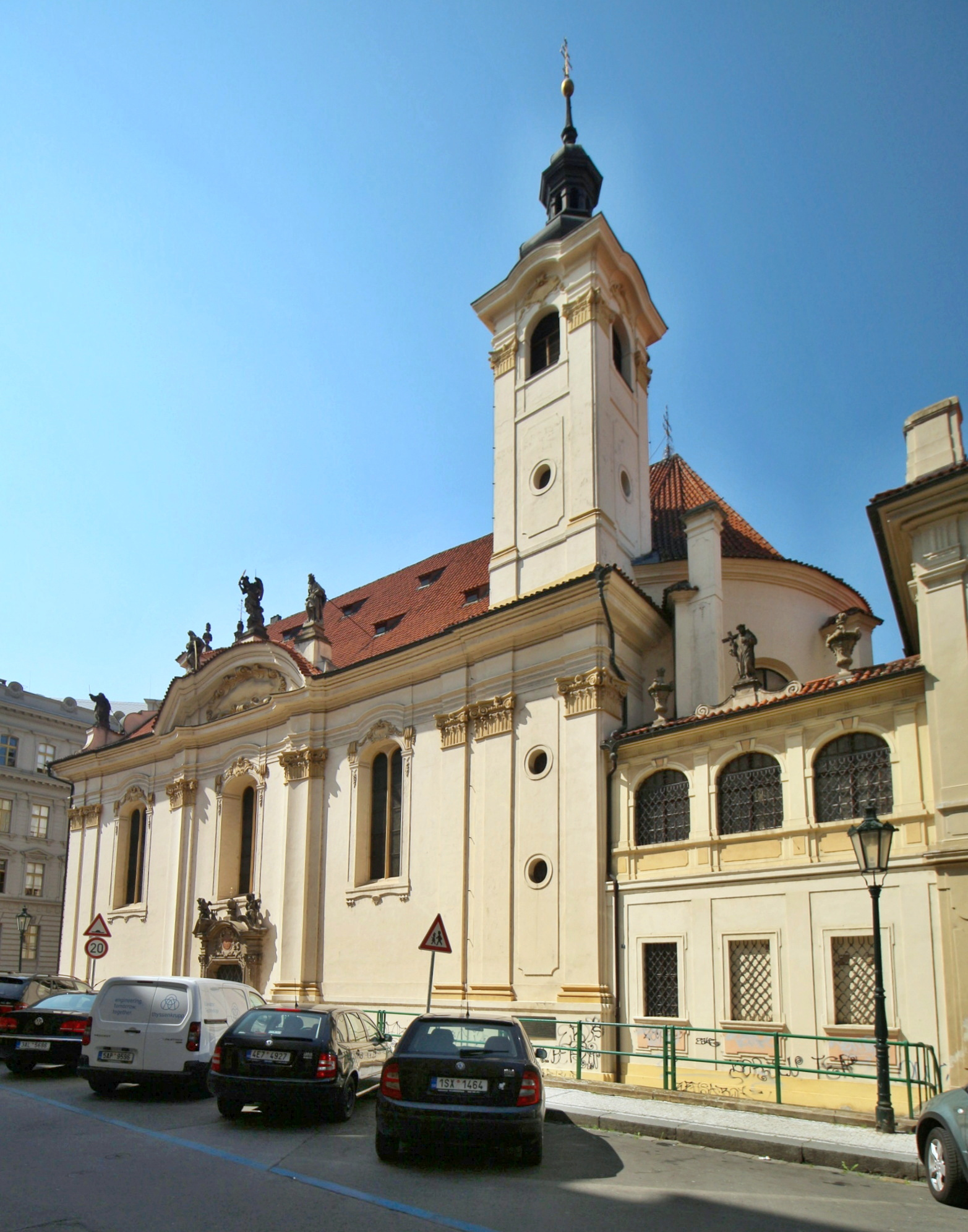
Kostel sv. Šimona a Judy v Praze Na Františku

Vzdělání získal na bratrské škole ve Strážnici. V roce 1589 byl spolu s Izajášem Konečným (poměr mezi oběma osobami zůstává z důvodu nedostatku pramenů nejasný) zapsán na univerzitě ve Vitemberku, kde se pravděpodobně seznámil s Abrahamem Scultetem.
Po návratu na Moravu se v roce 1592 stal jáhnem a na budoucí dráhu bratrského duchovního se připravoval v Třebíči. Zde byl v srpnu 1596 ordinován na kněze, podobně jako další budoucí biskupové Jan Cruciger a Matěj Cyrus.
V září 1604 byl na synodu v Žeravicích zvolen do úzké rady. Zřejmě již před tím působil jako správce sboru v Tuchoměřicích, z něhož byli obstarávání členové sboru Jednoty bratrské v pražských městech. Z roku 1607 se dochovaly soupisy členů obou těchto sborů, psané Konečného rukou.
V roce 1609, který byl pro Jednotu bratrskou klíčový z hlediska vydání Rudolfova Majestátu na náboženskou svobodu, se Konečný aktivně účastnil jednání o nových řádech, které měly upravovat vzájemné soužití nekatolických společenství. Po smrti Bartoloměje Němčanského, byl Konečný v srpnu 1609 v Jaroměřicích zvolen biskupem se sídlem v Mladé Boleslavi, kde se 4. října téhož roku stal správcem sboru i místní bratrské školy. V rámci svých biskupských povinností dohlížel na kněžstvo mladoboleslavské bratrské diecéze a jako biskup-písař měl na starosti veškerou literární produkci Jednoty. Sám byl literárně činný.
Vzhledem k množícím se zdravotním potížím byl Konečný na počátku stavovského povstání uvolněn ze správy mladoboleslavského sboru, který převzal jeho nástupce Jan Brož. Nadále však vykonával své biskupské povinnosti. V červnu 1620 byl v Praze přítomen předání přestavěného chrámu sv. Šimona a Judy pražským sborům. Po porážce povstání se spolu s jinými bratrskými duchovními uchýlil do Brandýsa nad Orlicí na panství Karla staršího ze Žerotína, kde v únoru 1622 zemřel. Do dnešních dní se dochoval jeho náhrobní kámen. Konečného žena Alžběta odešla do exilu a usadila se v Horních Uhrách.
V roce 2006 byl při rekonstrukčních pracích v bývalém bratrském areálu na Karmeli v Mladé Boleslavi nalezen archiv Matouše Konečného, který je jedinečným svědectvím o životě Jednoty bratrské v době mezi vydáním Rudolfova majestátu a vypuknutím stavovského povstání.

## Dílo
- spolu se Samuelem Sylvestrem překlad spisu Amanda Polana z Polansdorfu: Gemmula partitivum theologicarum (1598, rkp.). Teologický spis, pojednávající v první části o víře, ve druhé o dobrých skutcích.
- Kniha o povinnostech křesťanských (tisk česky 1611 a 1612, německy 1616). Prakticko-teologický spis, poskytující jednotlivým dobovým sociálním skupinám poučení o jejich povinnostech vůči Bohu i vůči sobě navzájem.
- Pravda vítězící (tisk 1614). Polemický spis, vydaný na podnět úzké rady jako úřední odpověď Jednoty na anonymní nové a rozšířené vydání protibratrského díla Václava Šturma Srovnání víry, které vyšlo v roce 1613 z podnětu pražského arcibiskupa Jana Lohelia. Na Konečného polemiku literárně reagoval Jan Ctibor Kotva z Freifelsu.
- Theatrum divinum (tisk 1616 a tisková varianta v témže roce s titulem Theatrum mundi). Výklad o stvoření světa podle knihy Genesis. Závěrečná kapitola je antropologickým exkursem s pozoruhodným dobovým pohledem na tělo a duši člověka.
- Kazatel domovní (tisk 1618 a 1625). Návod pro konání domácích pobožností určený bratrským hospodářům. Část knihy je zpracováním starších bratrských mravoučných spisů.
- Modlitby kazatelské (tisk 1618). Liturgická pomůcka pro bratrské duchovní, určená k přípravám nedělních i svátečních bohoslužeb.
- Loci communes theologici. Nedokončené a nedochované dílo, jehož vypracování bylo M. Konečnému zadáno úzkou radou v roce 1604. Systematicko-teologický spis měl být určen bratrským kněžím a učitelům jako obšírné poučení o jednotlivých článcích víry.

Z titulu svého úřadu se Matouš Konečný podílel také na redakčních úpravách jiných bratrských děl, vytištěných mezi lety 1609–1619, zejména na Bibli kralické (1613) a obou kancionálech z let 1615 a 1618.